# Driftwood River (Black River)
Der Driftwood River (englisch für „Treibholz-Fluss“) ist ein 57 km langer linker Nebenfluss des Black River im Norden der kanadischen Provinz Ontario.
Der Driftwood River hat seinen Ursprung im Lipsett Lake auf einer Höhe von etwa 305 m. Auf den ersten 20 km fließt er in nördlicher Richtung zum Moose Lake. Diesen verlässt er an dessen Ostufer und fließt weiterhin in nördlicher Richtung durch die boreale Landschaft des Kanadischen Schilds. Bei der Siedlung Shillington, 25 km oberhalb der Mündung, kreuzt der Ontario Highway 101 den Fluss. Südlich von Monteith überquert der Ontario Highway 11 (Trans-Canada Highway) den Fluss. Bei Monteith befindet sich ein Wehr. Oberhalb diesem befindet sich ein Wasserstandspegel. Das Einzugsgebiet an dieser Stelle umfasst 537 km². Der mittlere Wasserstand oberhalb des Wehrs liegt bei 260,8 m. Der Driftwood River mündet schließlich 9 km südsüdöstlich von Iroquois Falls in den Black River, einen Kilometer oberhalb dessen Mündung in den Abitibi River. Durch den Aufstau des Abitibi River wird der Driftwood River bis nach Monteith rückgestaut. Die untersten vier Flusskilometer befinden sich im Abitibi-De-Troyes Provincial Park. 